# Jan Szak
Jan Szak (Schak von Wittenau) herbu Szachownica – sędzia malborski w latach 1620–1626, ławnik malborski w latach 1614–1620.
Poseł na sejm nadzwyczajny 1626 roku.